# Küczlük
Küczlük (dosłownie: "Silny", znany w historiografii także jako Küczlik oraz Güczülük; ur. ? zm. 1218) – wódz Najmanów, syn Tajanga-chana. Zginął zabity przez Mongołów.

## Życiorys
Küczlük przyszedł na świat jako syn Tajanga, chana Najmanów. Jego plemię, w dużej części składające się z wyznawców nestorianizmu, było jednym z najpotężniejszych na Wielkim Stepie przed nadejściem Imperium Mongolskiego. W obliczu rosnącej siły Czyngis-chana Najmanowie, podburzani przez Dżamukę, rywala Temudżyna, sformowali koalicję w skład której wchodzili Tatarzy, Merkici i część Mongołów. Tajang szukał porozumienia z Ongutami, którzy jednak kategorycznie odmówili wzięcia udziału w przymierzu i ostrzegli Temudżyna. Wobec rosnącej siły Mongołów, chan Najmanów zaproponował koalicjantom wycofanie się w Góry Ałtaju i prowadzenie wojny podjazdowej. Przeciwny temu pomysłowi był Küczlük i Dżamuka, którzy dążyli do walnej, rozstrzygającej bitwy. Doszło do niej w 1204 roku u podnóży Changaju i skończyła się ona zwycięstwem Czyngis-chana. Tajang-chan zginął wraz z dużą częścią swych wojsk, wielu członków rodziny chana dostało się do niewoli a Küczlük z ocalałymi Najmanami zbiegł i przyłączył się do Merkitów, którym udało się ujść za Ałtaj. Zbiegowie zostali dobrze przyjęci przez Kipczaków, którzy zaoferowali im schronienie i pomoc. 
Mongołowie wznowili działania wojenne przeciwko Merkitom i Küczlükowi w 1208 roku, kiedy to armia pod dowództwem Subedeja doścignęła uciekinierów i zmusiła ich do przyjęcie bitwy w Dolinie Irtyszu. Walka zakończyła się zwycięstwem Mongołów i śmiercią merkickiego chana Tokto’a. Küczlük jednak po raz kolejny zdołał zbiec, chroniąc się tym razem na terenie Siedmiorzecza, gdzie zaoferował swe usługi Yelü Zhilugu. Sytuacja rządzonego przez niego Chanatu Kara Kitajów ulegała pogorszeniu i gurchan poszukiwał dodatkowych żołnierzy. Szczególnie niepokojąco przedstawiały się stosunki z Chorezmem, dotychczasowym trybutariuszem. Szach Muhammad dążył do zrzucenia więzów zależności i odmówił płacenia trybutu.
Küczlük szybko odnalazł się w nowej sytuacji, zdobywając przychylność i zaufanie gurchana, który dał mu nawet swą córkę za żonę. Zezwolił także aby zięć werbował wojska, które miały być potem używane w kampaniach prowadzonych przez Kara Kitajów. Gdy szach Chorezmu Muhammad odmówił płacenia trybutu i zajął Bucharę i Samarkandę, Yelü Zhilugu postanowił wykorzystać siły Küczlüka jako wsparcie dla swojej armii. Jednak Küczlük postanowił wykorzystać problemy teścia i przejąć władzę. Zajął skarbiec w Uzgendzie i planował uwięzienie gurchana. Władcy Kara Kitajów udało się jednak zebrać wojska i pokonać siły Küczlüka. Był to jednak wątpliwy sukces, gdyż zwycięscy dowódcy pokonawszy buntownika sami podnieśli bunt. Odmówili wydania gurchanowi odzyskanego skarbca i podzielili jego zawartość między siebie.
Najmański książę nie porzucił jednak swych planów i w 1211 wznowił swoje działania, tym razem kończąc je sukcesem. Gurchan został schwytany i dostał się pod kuratelę Küczlüka. Nominalnie nadal pozostawał władcą, ale wszelkie decyzje zależały tak naprawdę od jego zięcia. Ten zaś zaczynał cieszyć się coraz większym poparciem ze strony karakitajskich wielmożów, odrzucających go wcześniej jako obcego i wyznawce nestorianizmu. Prawdopodobnie widzeli w nim jedyną szansę na ocalenie państwa, zagrożonego przez Mongołów i inwazję Chorezmijczyków. W 1213, po śmierci teścia Küczlük został oficjalnie uznany gurchanem. Według Bar Hebaeusa porzucił wówczas nestorianizm i przyjmuje "wiarę w dziwnych bogów" (prawdopodobnie buddyzm, wyznawany przez większość Kara Kitajów). 
Dzięki problemom Mongołów w Chinach Küczlük mógł skoncentrować działania na jednym froncie. Udaje mu się przywrócić panowanie Kara Kitajów nad większością utraconych terytoriów. Wraz ze swoimi nestoriańskimi i buddyjskimi poddanymi zaczyna również prześladować ludność muzułmańską, która w początkowej fazie konfliktu z islamskim Chorezmem stanęła po stronie swoich współwyznawców, witając ich jako wyzwolicieli. Był to poważny błąd, prześladowani zaczęli bowiem szukać protektora, coraz życzliwiej odnosząc się do Czyngis-chana, który jak dotychczas nie prowadził jeszcze kampanii przeciwko muzułmanom. 
W 1218 roku Küczlükowi udaje się pochwycić władcę Ałmałyku, który zanim stał się wasalem Mongołów i pojął wnuczkę Temudżyna za żonę, był poddanym gurchanów. Stanowiło to znakomity pretekst dla Mongołów którzy szykowali się w tym czasie do wojny z Chorezmem. Między posiadłościami Temudżyna a tym muzułmańskim państwem leżał Chanat Kara Kitajów - jego zajęcie znacznie ułatwiło by najazd. Dochodzi więc do interwencji armii mongolskiej pod dowództwem Dżebe. Zmusza on Küczlüka do wycofania się. Na wieść o wkroczeniu Mongołów dochodzi do buntu muzułmanów, co sprawia iż skuteczna obrona przeciwko najeźdźcom staje się niemal niemożliwa. Küczlük ucieka na południe, gdzie wpada w ręce grupy myśliwych którzy chwytają go i dostarczają Mongołom. Zostaje zabity.